# لزلی لوکو
لزلی نا نورل لوکو معمار، استاد دانشگاه و رمان‌نویس غنائی -اسکاتلندی است. از سال ۲۰۱۹ تا ۲۰۲۰ او به عنوان استاد و مدرس دانشگاه فعال بود و به عنوان رئیس دانشکده معماری برنارد و آن اسپیتزر کالج شهر نیویورک فعالیت می‌کرد. همچنین در سمت‌های تدریس و مشاغل مختلف در ژوهانسبورگ، لندن، آکرا و ادینبورگ خدمت کرد.
در سال ۲۰۱۵، لوکو دانشکده معماری (GSA) را در دانشگاه ژوهانسبورگ تأسیس کرد که یک مدرسه آفریقایی است که به تحصیلات تکمیلی معماری اختصاص دارد. او در سال ۲۰۲۱ به آکرا، غنا بازگشت و مؤسسه آینده آفریقا یک مدرسه کارشناسی ارشد معماری و پلت فرم رویدادهای عمومی را تأسیس کرد.

## سنین جوانی و تحصیل
لسلی لوکو در داندی زاده شد. پدرش جراح غنائی و مادری اسکاتلندی بود و در غنا و اسکاتلند بزرگ شد. در ۱۷ سالگی به یک مدرسه شبانه‌روزی خصوصی در انگلستان رفت. او شروع به تحصیل عبری و عربی در دانشگاه آکسفورد کرد، اما این دوره تحصیلی را ترک کرد و به ایالات متحده مهاجرت کرد. او از دانشکده معماری بارتلت، کالج دانشگاه لندن، با مدرک کارشناسی معماری در سال ۱۹۹۲، و مارس در سال ۱۹۹۵ فارغ‌التحصیل شد و در سال ۲۰۰۷ موفق به اخذ مدرک دکترا در معماری از دانشگاه لندن شد.

## حرفه
بسیاری از نوشته‌های لوکو حاوی مضامینی دربارهٔ هویت فرهنگی و نژادی است. او به‌طور منظم در آفریقای جنوبی سخنرانی می‌کند، و همچنین در بریتانیا و ایالات متحده تدریس کرده‌است. او همچنین به‌طور منظم برای The Architectural Review می‌نویسد. او در گلچین ۲۰۱۹ دختران جدید آفریقا (ویرایش مارگارت بازبی) مشارکت دارد. در سال ۲۰۰۴، او اولین رمان خود را منتشر کرد، Sundowners، که در فهرست ۴۰ کتاب پرفروش گاردین قرار گرفت و یازده رمان دیگر را دنبال کرد. در سال ۲۰۲۰، او با رمان خواهران روح خود از Orion به PanMacmillan نقل مکان کرد.
لوکو معماری را در سراسر جهان تدریس کرده‌است. قبل از خروج از ایالات متحده، او از سال ۱۹۹۷ تا ۱۹۹۸ استادیار معماری در دانشگاه ایالتی آیووا و از سال ۱۹۹۸ تا ۲۰۰۰ در دانشگاه ایلینوی شیکاگو. در سال ۲۰۰۰، او استاد مدعو معماری مارتین لوتر کینگ در دانشگاه میشیگان شد. او سپس به مدت تقریباً یک دهه به بریتانیا بازگشت و در دانشگاه کینگستون، دانشگاه شمال لندن و سرانجام دانشگاه وست مینستر به تدریس معماری پرداخت و در آنجا برنامه کارشناسی ارشد فعلی را در مسیر معماری، هویت فرهنگی و جهانی شدن تأسیس کرد. (MACIG).
لوکو اولین بار پس از بازگشت به آفریقای جنوبی به عنوان محقق آفریقایی مهمان در دانشگاه کیپ تاون منصوب شد. Lokko با همکاری دانشگاه ژوهانسبورگ که از «دست‌پاچگی‌های اروپا» خسته شده بود، در سال ۲۰۱۴/۲۰۱۵ دانشکده معماری (GSA) را تأسیس کرد و مدیر مدرسه شد. GSA که از مدرسه فارغ‌التحصیل طراحی در دانشگاه هاروارد و انجمن معماری لندن الگوبرداری شده‌است، تنها مدرسه ای در قاره است که روش آموزش سیستم واحد را ارائه می‌دهد.
در سال ۲۰۱۵، لوکو رئیس دانشکده تحصیلات تکمیلی تازه تأسیس و دانشیار معماری در دانشگاه ژوهانسبورگ شد. او GSA را در زمان الزامات سیاسی در آفریقای جنوبی تأسیس کرد و شاهد اعتراضات گسترده دانشجویان، با قیام آگاه به هویت ملی در آفریقای جنوبی پسااستعماری بود.
در ژوئن ۲۰۱۹ او به عنوان رئیس دانشکده معماری برنارد و آن اسپیتزر در کالج شهر نیویورک منصوب شد و تا سال ۲۰۲۰ در این سمت باقی ماند. او در حال حاضر مؤسس و مدیر مؤسسه آینده آفریقا  در آکرا، غنا است.
در سال ۲۰۲۱، او به عنوان متصدی هجدهمین دوسالانه معماری ونیز منصوب شد که قرار است در سال ۲۰۲۳ افتتاح.

## جوایز و تقدیرنامه‌ها
- جایزه Ada Louise Huxtable 2021 برای مشارکت در معماری[۲۵]
- جایزه آنی اسپینک RIBA 2020[۲۶]

## برگزیده آثار منتشر شده
- ۲۰۰۰: کاغذهای سفید، علائم سیاه: نژاد، فرهنگ، معماری[۲۷]
- 2004: Sundowners[۲۷]
- ۲۰۰۵: آسمان زعفران[۲۷]
- ۲۰۰۸: شکلات تلخ[۲۷]
- ۲۰۰۹: دختر پولدار، دختر فقیر[۲۸]
- ۲۰۱۰: یک تابستان مخفی[۲۹]
- ۲۰۱۱: یک رابطه خصوصی[۲۷]
- ۲۰۱۲: یک فریب مطلق[۲۷]
- 2014: Little White Lies[۲۷]
- 2016: The Last Debutante
- ۲۰۲۱: خواهران روح

## به عنوان ویرایشگر
- ۲۰۰۰: کاغذهای سفید، علائم سیاه: معماری، نژاد، فرهنگ[۳۰]
- 2017: FOLIO: Journal of Contemporary African Architecture[۳۱]
- 2020: FOLIO: Journal of Contemporary African Architecture جلد ۲